# Abigail Elizalde
Abigail Elizalde Romo (sinh năm 1985) là người chiến thắng Hoa hậu Trái Đất Mexico 2008 và là Hoa hậu Nước (Á hậu 2) trong cuộc thi Hoa hậu Trái Đất 2008. Cô sinh ra ở Torreón, Mexico.

## Cuộc sống ban đầu
Nghề nghiệp của Elizalde là kỹ sư điện tử. Khi lớn lên, cô nhận thức được môi trường của chúng ta thông qua lớp Sinh thái học. Ở tuổi 23, cô rất quan tâm đến việc bảo vệ môi trường.

## Cuộc thi sắc đẹp

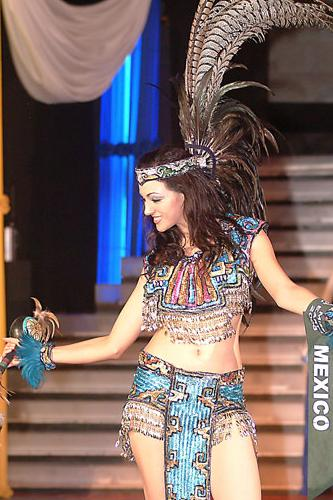
Abigail Elizalde trình diễn trang phục truyền thống tại cuộc thi Hoa hậu Trái Đất 2008

Abigaíl Elizalde Romo, Hoa hậu Coahuila đăng quang Hoa hậu Trái Đất Mexico 2008 trong một sự kiện được tổ chức tại trung tâm Hội nghị Yucatán. Cô cao 1,83 m. Hai Á hậu của cuộc thi là đại diện của Jalisco và San Luis Potosí. Cô được quyền đại diện cho quê hương Mexico của cô tại Hoa hậu Trái Đất 2008 được tổ chức ở Philippines
Trong các cuộc thi hoạt động sơ bộ, Elizalde đã giành được một số giải thưởng phụ của cuộc thi và nhà tài trợ bao gồm Giải thưởng Gandang Ricky Reyes và Giải thưởng Jubille Foundation. Vượt 84 thí sinh khác, Abigail Elizalde cũng giành giải Trình diễn áo tắm đẹp nhất (Best in Swimsuit).
Trong đêm chung kết Hoa hậu Trái Đất 2008, Elizalde đã được công bố là một thí sinh lọt vào Top 16 và có cơ hội trở thành chủ nhân của vương miện Hoa hậu Trái Đất. Cô đã đạt được điểm số cao nhất trong phần thi áo tắm, điều đó giúp cô trở thành một thí sinh lọt vào Top 8 chung kết để tham gia phần thi trang phục dạ hội. Trước khi bước vào phần thi này, cô đã trình bày trong cuộc phỏng vấn video của mình về các vấn đề môi trường là vấn đề chính ở đất nước cô. Sau khi phần thi trang phục dạ hội kết thúc, cô là thí sinh đầu tiên lọt vào Top 4.
Trong phần thi ứng xử, cô cùng các đại diện đến từ Brazil, Philippines và Tanzania phải trả lời câu hỏi: "Nếu bạn có cơ hội nói chuyện với tân Tổng thống Hoa Kỳ Barack Obama về tình trạng môi trường toàn cầu, bạn sẽ nói gì với ông ấy?". Khi công bố kết quả, cô đoạt ngôi vị Hoa hậu Nước (tức Á hậu 2). Vương miện năm đó thuộc về người đẹp nước chủ nhà Karla Paula Henry.. Elizalde là Hoa hậu Mexico đầu tiên giành được một trong những ngôi vị cao nhất tại Hoa hậu Trái Đất.